# St. Jodocus (Ottenau)

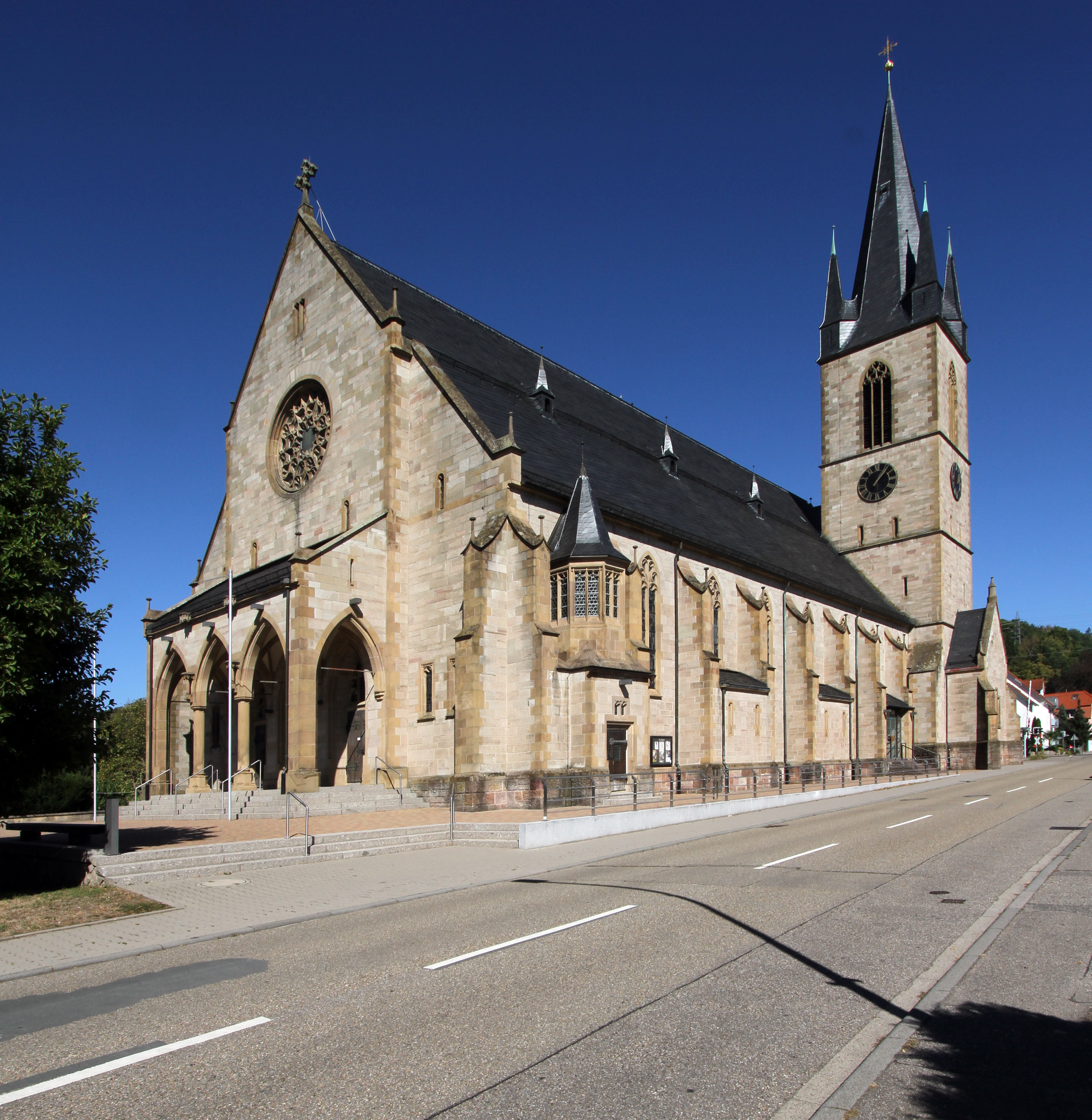
St. Jodocus in Ottenau

Die römisch-katholische Pfarrkirche St. Jodocus steht in Ottenau, einem Stadtteil von Gaggenau im Landkreis Rastatt in Baden-Württemberg. Das Bauwerk ist beim Landesamt für Denkmalpflege Baden-Württemberg als Baudenkmal eingetragen. Die Kirchengemeinde gehört zum Dekanat Rastatt im Erzbistum Freiburg.

## Beschreibung

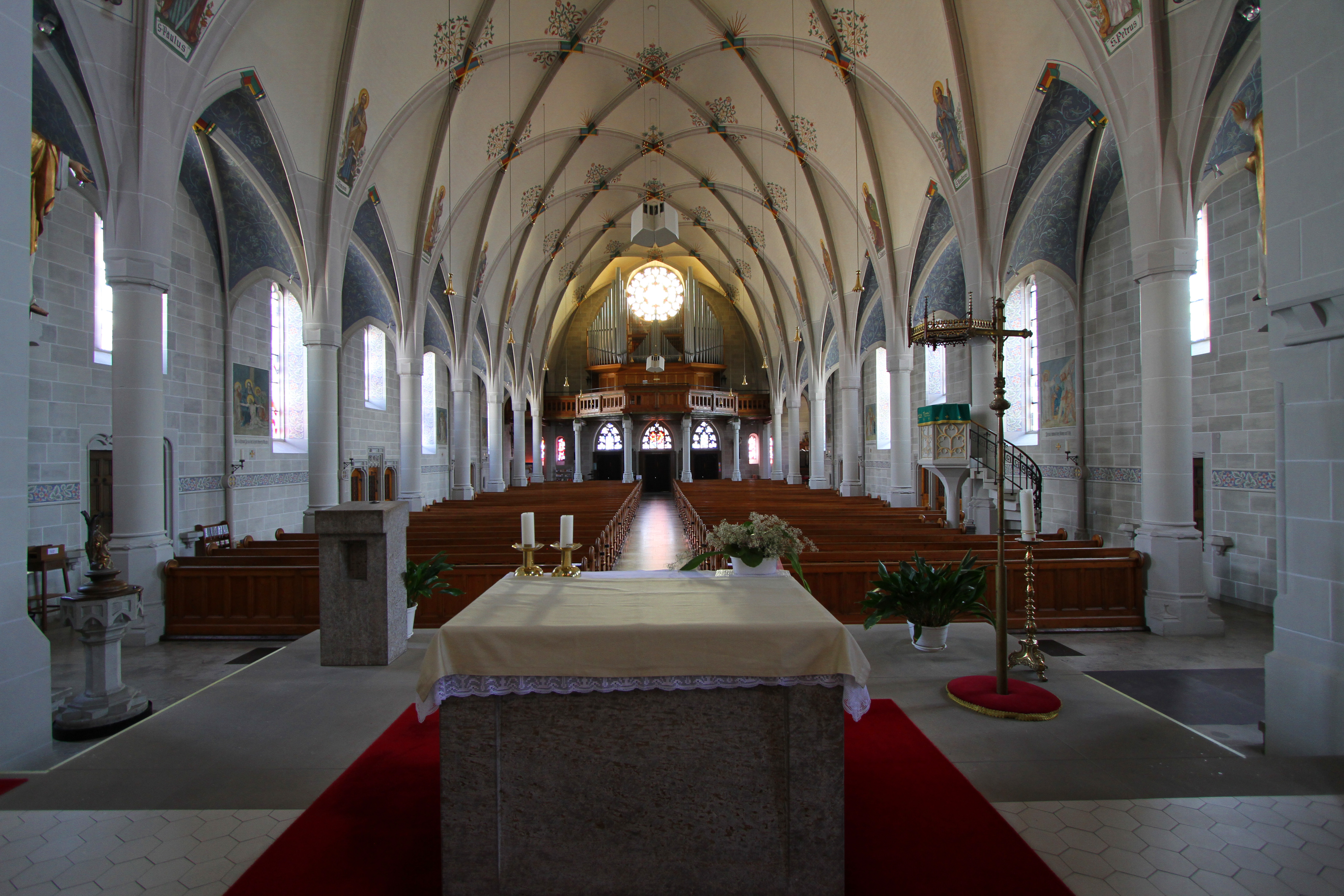
Innenraum

Die Saalkirche wurde 1904–06 nach einem Entwurf von Johannes Schroth erbaut. Sie besteht aus einem Langhaus, einem eingezogenen, dreiseitig geschlossenen Chor im Nordosten, die von Strebepfeilern gestützt werden, und einem Chorflankenturm an der Südostwand des Chors, an dessen Ecken sich kleine Türmchen befinden, zwischen denen sich ein achtseitiger, spitzer Helm erhebt. Sein oberstes Geschoss enthält den Glockenstuhl, in dem fünf Kirchenglocken hängen. Im Geschoss darunter befinden sich an zwei Seiten die Zifferblätter der Turmuhr. Vor der Fassade des Langhauses ist eine Arkade angeordnet, hinter der sich das Portal befindet.
Der Innenraum des Langhauses ist mit einem Netzgewölbe aus Spannbeton überspannt. Zur Kirchenausstattung gehören der Hochaltar von 1906 und der Marienaltar von 1917, die von den Gebrüdern Moroder stammen.